# Trans-Am Series
Cet article concerne les Trans-Am Series. Pour la voiture de la marque Pontiac, voir Pontiac Trans Am.
Pour les articles homonymes, voir Trans Am.
Les Trans-Am Series est un championnat automobile nord-américain fondé en 1966 et dirigé par le Sports Car Club of America. Lancé sous le nom de « Trans-American Championship Sedan », il est devenu un championnat de constructeurs de voitures de Grand Tourisme (GT).

## Palmarès
| Année     | Constructeur         | Pilote                  | Voiture              | Constructeur         | Pilote               | Voiture              |
|           | Plus de 2 litres     | Plus de 2 litres        | Plus de 2 litres     | Moins de 2 litres    | Moins de 2 litres    | Moins de 2 litres    |
| --------- | -------------------- | ----------------------- | -------------------- | -------------------- | -------------------- | -------------------- |
| 1966      | Ford                 | Horst Kwech*            | Alfa Romeo GTA       | Alfa Romeo           | Gaston Andrey*       |                      |
| 1967      | Ford                 | Jerry Titus*            | Ford Mustang         | Porsche              |                      |                      |
| 1968      | Chevrolet            | Mark Donohue*           | Chevrolet Camaro     | Porsche              |                      |                      |
| 1969      | Chevrolet            | Mark Donohue*           | Chevrolet Camaro     | Porsche              |                      |                      |
| 1970      | Ford                 | Parnelli Jones*         | Ford Mustang         | Alfa Romeo           |                      |                      |
|           | Plus de 2,5 litres   | Plus de 2,5 litres      | Plus de 2,5 litres   | Moins de 2,5 litres  | Moins de 2,5 litres  | Moins de 2,5 litres  |
| 1971      | American Motors      | Mark Donohue*           | AMC Javelin          | Datsun               |                      |                      |
| 1972      | American Motors      | George Follmer          | AMC Javelin          | Datsun               |                      |                      |
| 1973      | Chevrolet            | Peter Gregg             | Porsche 911          |                      |                      |                      |
| 1974      | Porsche              | Peter Gregg             | Porsche 911          |                      |                      |                      |
| 1975      | Chevrolet            | John Greenwood          | Chevrolet Corvette   |                      |                      |                      |
|           | Catégorie 1          | Catégorie 1             | Catégorie 1          | Catégorie 2          | Catégorie 2          | Catégorie 2          |
| 1976      | American Motors      | Jocko Maggiacomo        | AMC Javelin          | Porsche              | George Follmer       | Porsche 934          |
| 1977      | Porsche              | Bob Tullius             | Jaguar XJS           | Porsche              | Ludwig Heimrath      | Porsche 934          |
| 1978      | Jaguar               | Bob Tullius             | Jaguar XJS           | Chevrolet            | Greg Pickett         | Chevrolet Corvette   |
| 1979      | Chevrolet            | Gene Bothello           | Chevrolet Corvette   | Porsche              | John Paul Sr.        | Porsche 935          |
| 1980      | Chevrolet            | John Bauer              | Porsche 911          |                      |                      |                      |
| 1981      | Chevrolet            | Eppie Wietzes           | Chevrolet Corvette   |                      |                      |                      |
| 1982      | Pontiac              | Elliott Forbes-Robinson | Pontiac Firebird     |                      |                      |                      |
| 1983      | Chevrolet            | David Hobbs             | Chevrolet Camaro     |                      |                      |                      |
| 1984      | Lincoln-Mercury      | Tom Gloy                | Mercury Capri        |                      |                      |                      |
| 1985      | Lincoln-Mercury      | Wally Dallenbach Jr.    | Mercury Capri        |                      |                      |                      |
| 1986      | Lincoln-Mercury      | Wally Dallenbach Jr.    | Merkur XR4Ti         |                      |                      |                      |
| 1987      | Lincoln-Mercury      | Scott Pruett            | Chevrolet Camaro     |                      |                      |                      |
| 1988      | Audi                 | Hurley Haywood          | Audi 200 quattro     |                      |                      |                      |
| 1989      | Ford                 | Dorsey Schroeder        | Ford Mustang         |                      |                      |                      |
| 1990      | Chevrolet            | Tommy Kendall           | Chevrolet Beretta    |                      |                      |                      |
| 1991      | Chevrolet            | Scott Sharp             | Chevrolet Camaro     |                      |                      |                      |
| 1992      | Chevrolet            | Jack Baldwin            | Chevrolet Camaro     |                      |                      |                      |
| 1993      | Chevrolet            | Scott Sharp             | Chevrolet Camaro     |                      |                      |                      |
| 1994      | Ford                 | Scott Pruett            | Chevrolet Camaro     |                      |                      |                      |
| 1995      | Chevrolet            | Tommy Kendall           | Ford Mustang         |                      |                      |                      |
| 1996      | Ford                 | Tommy Kendall           | Ford Mustang         |                      |                      |                      |
| 1997      | Ford                 | Tommy Kendall           | Ford Mustang         |                      |                      |                      |
| 1998      | Chevrolet            | Paul Gentilozzi         | Chevrolet Camaro     |                      |                      |                      |
| 1999      | Ford                 | Paul Gentilozzi         | Ford Mustang         |                      |                      |                      |
| 2000      | Qvale                | Brian Simo              | Qvale Mangusta       |                      |                      |                      |
| 2001      | Jaguar               | Paul Gentilozzi         | Jaguar XKR           |                      |                      |                      |
| 2002      | Ford                 | Boris Said              | Panoz Esperante      |                      |                      |                      |
| 2003      | Jaguar               | Scott Pruett            | Jaguar XKR           |                      |                      |                      |
| 2004      | Jaguar               | Paul Gentilozzi         | Jaguar XKR           |                      |                      |                      |
| 2005      | Jaguar               | Klaus Graf              | Jaguar XKR           |                      |                      |                      |
| 2006**    | Jaguar               | Paul Gentilozzi         | Jaguar XKR           |                      |                      |                      |
| 2007 2008 | Championnat suspendu | Championnat suspendu    | Championnat suspendu | Championnat suspendu | Championnat suspendu | Championnat suspendu |
| 2009      | Jaguar               | Tomy Drissi             | Jaguar XKR           |                      |                      |                      |
| 2010      | Chevrolet            | Tony Ave                | Chevrolet Corvette   |                      |                      |                      |
| 2011      | Chevrolet            | Tony Ave                | Chevrolet Corvette   |                      |                      |                      |
|           | Catégorie TA         | Catégorie TA            | Catégorie TA         | Catégorie TA2        | Catégorie TA2        | Catégorie TA2        |
| 2012      | Chevrolet            | Simon Gregg             | Chevrolet Corvette   | Chevrolet            | Bob Stretch          | Chevrolet Camaro     |
| 2013      | Chevrolet            | Doug Peterson           | Chevrolet Corvette   | Chevrolet            | Cameron Lawrence     | Chevrolet Camaro     |

* Le titre officiel pilote n'existait pas avant 1971

** Les titres n'ont pas été officiellement décernés en 2006